# Hypocenomyce oligospora
Hypocenomyce oligospora är en lavart som beskrevs av Timdal. Hypocenomyce oligospora ingår i släktet Hypocenomyce och familjen Ophioparmaceae.   Inga underarter finns listade i Catalogue of Life.